# Maolsheachlainn mac Taidgh
Maolscheachlainn mac Taidhg Ó Cellaigh († 1511),  23e roi d'Uí Maine, chef de nom de 1499 à 1511, est l'un des protagonistes de la  Bataille de Knockdoe (en).

## Origine incertaine
Maolscheachlainn ou Maelsechlainn est parfois considéré comme le fils d'un précédent souverain Tadhg Caoch mac Uilliam Ruaidh, († 1476) ou plus certainement comme le fils cadet de Tadhg († 1467) lui même fils de Donnchadh mac Maolsheachlainn 17e roi de d' Uí Maine.

## Conflit avec Clanricard
Le domaine des Uí Maine était frontalier avec la seigneurie de Clanricard. En 1503, les troupes d'Ulick Fionn Burke menées par son fils John Burke de Clanrickard lancent une grande offensive contre Ó Cellaigh (anglais: O'Kelly) soutenu par les gens de Conmaicne-Cuile, au cours de laquelle la majeure partie des Gallowglass du  Clan-Donnell et du Clan-Sweeny sont tués avec leur connétable. Walter, le fils de John Burke, un capitaine renommé périt également. Ce succès initial est suivi d'une rencontre victorieuse contre le roi des Uí Maine, lors de la bataille de Bel Atha na nGarbhan selon les Annales des quatre maîtres:. Ulick Burke poursuit son offensive il attaque prend et démolit Garbh Dhoire connu de nos jours sous le nom de Garbally Castle, Muine-an-mheadha (Monivea), et Gallagh trois châteaux des Ó Cellaigh:

La défaite de Bel-atha-na-ngarbhan est infligée par John Burke, le fils d'Ulick, fils d'Ulick, geptit-fils de Rickard, Tánaiste de Clanrickard, à O'Kelly, au cours du combat tombe Walter, le fils de John, fils de Thomas Burke, héritier de la seigneurie de Conmaicne, ainsi que  nombreux autres des Clann-Donnell et Clann-Dowell. 

Trois châteaux appartenant à O'Kelly, c'est-à-dire. Garbh-dhoire, Muine-an-mheadha, et Gallach, furent détruits par Mac William Burke (i.e. Ulick III). Mealsechlainn O'Kelly, s'en plaint au Lord justicier (c'est-à-dire: Fitzgerald) ainsi qu'a d'autres chefs pour obtenir leur appui et il s'ensuivit la défaite de  Cnoc-Tuagh.

## Bataille de Knockdoe
Lors de la Bataille de Knockdoe (en), Ó Cellaigh combat aux côtés de Gerald FitzGerald (8e comte de Kildare), Lord Deputy d'Irlande. Des centaines d'hommes auraient participé à ce combat au cours duquel cinq cents périrent, principalement parmi les troupes de  Burke de Clandricard et de Toirdhealbhach Donn Ó Briain. Ce fut l'un des plus sanglants combats livrés en Irlande. Ó Cellaigh accompagne FitzGerald lorsqu'il libère Galway et Athenry de l'occupation du Burke 

## Fin de règne et postérité
La fin du règne de Maelsechlainn demeure obscure. Le seul événement qui se réfère indirectement au Uí Maine survient en 1509, lorsqu'une armée est conduite par O'Donnell dans le bas Connacht, et qu'il emmène des otages de la région dans sa résidence. 
Après sa mort, Maelsechlainn en 1511 son fils Tadhg Dubh lui succède mais ne règne que seulement pendant deux années et laisse trois fils:
- Uilliam († 1552)  père de Tadgh co-tánaiste († 1594)
- Aodh mort après († 1557)  abbé de knockmoy père de Maolsheaschlainn († 1581)
- Donnchadh Riabach († 1573)

Aucun autre dirigeant postérieur d'Uí Maine n'est issu de sa postérité.

## Sources
- (en) T.W Moody, F.X. Martin et F.J. Byrne, A New History of Ireland IX Maps, Genealogies, Lists. A companion to Irish History part II, Oxford, Oxford University Press, 2011, 690 p. (ISBN 978-0-19-959306-4).